# دلسوزی
دل‌سوزی یا ترحم، انسان‌ها را برای قدم برداشتن به سمت کمک جسمی، ذهنی یا احساسی به دیگر افراد یا خود تشویق می‌کند. داشتن احساس دلسوزی معمولاً به‌معنای داشتن حساسیت، و احساس نسبت به رنج کشیدن دیگران است. گاهی همان‌گونه که حس‌هایی همانند انصاف، عدالت‌طلبی، و وابستگی، در بطن عمل عقلانی به نظر می‌رسند، دل‌سوزی نیز منصفانه و منطقی به نظر می‌رسد. دل‌سوزی احساسی است که تنها به انسان‌های واقعی دست می‌دهد و این حس، میل به کمک کردن یا حداقل به فکر چاره‌ای برای آن بودن است. دل‌سوزی به‌معنی «داشتن احساس نسبت به دیگران» است، و پیش از هم‌دلی به‌وجود می‌آید. کسانی که احساس دل‌سوزی می‌کنند، می‌توانند احساسات دیگران را به خوبی درک کنند و حتی آن احساسات را حس کنند. این افراد قادرند با صحبت کردن رنج و ناراحتی افراد را بکاهند. دل‌سوزی همچنین می‌تواند نشان‌دهنده وجدان بیدار یک انسان باشد که یکی از ویژگی‌های انسان بودن است.

## فرایض
دیدگاه‌های نظری دربارهٔ دل‌سوزی طی سال‌ها بسیار گسترش یافته‌اند و سه دیدگاه که در زیر به آن‌ها اشاره شده، تفاوت میان تکامل و راه رسیدن به احساس دل‌سوزی را نشان می‌دهد.
احساس دل‌سوزی نوعی از عشق و ناراحتی است و یک احساس جداگانه و متمایز به حساب نمی‌آید.
از دیدگاه روان‌شناسی تکاملی احساس دل‌سوزی می‌تواند به‌عنوان یک حس متمایز شناخته شود و این حس از احساساتی همچون اندوه، غم، و عشق متمایز است.
دل‌سوزی معنای مشابهی با اندوه تلقینی دارد و این تشابه به علت به‌وجود آمدن احساس درد و ناراحتی در ارتباط با فردی که در رنج یا ناراحتی است، به شخص دل‌سوز تلقین می‌شود. این دیدگاه دربارهٔ تلقین بر پایه وجود حس تقلید یا برابری و رقابت کردن با برخی از افراد اطرافمان به‌وجود می‌آید.
هر چه فردی بیشتر به اصول انسانیت نزدیک‌تر باشد و تجربه داشته باشد بیشتر تحت تأثیر این احساس قرار می‌گیرد. درک احساسات دیگر افراد یک فرایند ضروری برای هر فرد است. ما در زندگی روزمره خود از احساسات، در اکثر چیزها بهره‌مند می‌شویم؛ مانند استفاده از زبان، خرید، انتخاب لباس و … و حتی این‌گونه رفتارهای احساسی در نوزادان نیز مشاهده می‌گردد، برای مثال زمانی که جلوی آینه رفتارها و حرکات مادرشان را تقلید می‌کنند.
طبق روان‌شناسی شخصیت مردم ذاتاً متفاوت و متمایز از یکدیگر هستند، که این تمایز باعث می‌شود که انسان‌ها نتیجه بگیرند که رنج هر شخص فردی و منحصربه‌فرد می‌باشد. درد و رنج ممکن است ناشی از آسیب روانی، اجتماعی و جسمی باشد. و اغلب به صورت دوره‌ای به شکل حاد اتفاق می‌افتد. با توجه به تفاوت‌های ذاتی بین شخصیت افراد، برخی از افراد ممکن است مراحل اولیه رنج را به شرایط خارجی خود نسبت داده و رویدادهای زندگی را مورد بحث قرار نداده و ساکت بمانند. مراحل بعدی ممکن است شامل به زبان آوردن درد و آزار و اذیت توسط فرد باشد و از دیگر افراد تقاضای کمک کنند.

### روان‌شناسی
دل‌سوزی در رشته‌های تحقیقاتی روان‌شناسی و روان‌شناسی اجتماعی مورد تحقیق قرار گرفته می‌شود. به گفته دالایی لاما «دل‌سوزی یک ضرورت است، نه یک تجمل» و «سؤالی است برای زندگی انسان» دلسوزی، احساسی است که با پیوند خوردن شناخت یک فرد به وجود می‌آید، و شناخت دیگران با دل‌سوزی می‌تواند باعث افزایش هم‌دردی و هم‌دلی شده و انسان را برای کاستن رنج افراد تشویق می‌کند.